# Quechua cusqueño
El quechua cusqueño o cuzqueño (también llamado quechua inka) es un dialecto moderno del quechua sureño hablado en el departamento del Cusco, en Perú, por aproximadamente 1,5 millones de personas según el SIL.  Pertenece al grupo C o quechua sureño del quechua II y es la variante quechua preferida y empleada por la Academia Mayor de la Lengua Quechua (AMLQ).
En medio de los desacuerdos sobre cómo escribir el quechua, la AMLQ y otros actores locales suelen llamar al quechua cusqueño mediante el glotónimo compuesto "quechua inka pentavocálico". Estrictamente, trivocalismo y pentavocalismo son propuestas ortográficas y el quechua cusqueño puede escribirse siguiendo ambos patrones de escritura.

## Gramática
Al igual que toda la familia quechua, el quechua cusqueño posee sufijos que se van agregando a la raíz para modificarla y agregarle significados. 
El quechua cusqueño comparte con sus pares sureños de Ayacucho, Puno y hasta Bolivia bastante de su gramática básica y la mutua comunicación es perfectamente posible dada su cercanía. 

### Pronombres
El quechua cusqueño posee 7 pronombres:
|    | Quechua Cusqueño       | Quechua norteño                      | Quechua Ancashino | Castellano                       |
| -- | ---------------------- | ------------------------------------ | ----------------- | -------------------------------- |
| 1º | nuqa [ˈnoqa]           | ñuka                                 | nuqa              | yo                               |
| 2º | qam [ˈqaŋ]             | kan                                  | qam               | tú                               |
| 3º | pay [ˈpaj]             | pay                                  | pay               | él, ella                         |
| 4º | nuqanchis [noˈqantʃis] | ñukanchik (Ñukapash kanpash)         | nuqantsik         | nosotros, as (contándote a ti)   |
| 5º | nuqayku [noˈqajku]     | ñukanchik (Shinapash mana kan/kikin) | nuqakuna          | nosotros, as (sin contarte a ti) |
| 6º | qamkuna [qaŋˈkuna]     | kankuna                              | qamkuna           | ustedes; vosotros, as            |
| 7º | paykuna [pajˈkuna]     | paykuna                              | paykuna           | ellos, as                        |

### Verbo

#### Conjugación verbal básica
La conjugación verbal en quechua cuzqueño distingue 7 pronombress y básicamente 2 tiempos verbales. Así, la conjugación de presente sirve muchas veces también para acciones pasadas, mientras que para toda acción futura por cercana que sea utiliza siempre conjugación de futuro. En caso de ambigüedad sobre el tiempo pasado, el quechua posee el sufijo -rqa (Ejemplo: purirqani) para indicar el pasado de forma inequívoca. 
Por ejemplo, en la frase Qayna wata tusuqmi hamun "Vino un bailarín el año pasado" no hay necesidad de usar el sufijo -rqa porque ya qayna indica el pasado. Igualmente en la frase Chaymanta, sapachallaypi purikapuni "Luego, me retiré solito" la conjugación en no futuro nos deja con una interpretación en pasado como mejor elección.  
Finalmente en la frase Papata wayk'ukunki "Te cocinaste/cocinas/cocinarás papa" solo el contexto puede ayudar a saber cuál de las opciones es la correcta. En caso este no sea suficiente, aquí es recomendable usar -rqa o algún adverbio para evitar la ambigüedad. Así Papata wayk'ukurqanki "Te cocinaste papa" no deja duda de que se refiere al pasado. 
|           | No futuro     | Futuro        |
| --------- | ------------- | ------------- |
| Nuqa      | qhawa-ni      | qhawa-saq     |
| Qam       | qhawa-nki     | qhawa-nki     |
| Pay       | qhawa-n       | qhawa-nqa     |
| Nuqanchis | qhawa-nchis   | qhawa-sun     |
| Nuqayku   | qhawa-yku     | qhawa-saqku   |
| Qamkuna   | qhawa-nkichis | qhawa-nkichis |
| Paykuna   | qhawa-nku     | qhawa-nqaku   |

#### Sufijos verbales

##### -ku
El sufijo -ku tiene las siguientes funciones:
1) Hace reflexiva la acción del verbo:
Hasp'iy "rascar" > hasp'ikuy "rascarse"
Qhaway = observar -> Qhawakuy = Observarse 
2) Indica que la acción del verbo trae algún beneficio para quien la realiza:
Chay t'anta mikhukuy = Comete ese pan (para tu provecho)
Chay llant'ata apakusaq = Me llevare esa leña (para mi beneficio)
3) Indica que la acción es realizada por uno porque así lo quiere o porque le gusta hacerlo. La idea opuesta sería que alguien lo obliga a hacer.
Chay takita takiykukusaq = Voy a cantar esa canción (porque yo quiero)
Uyanta maqchikushan = Se está lavando la cara (porque el quiere o le gusta)

##### -ri
El sufijo -ri posee los siguientes usos:
1) Indica que la acción se inicia 
Puririnayña kashan = ya debo caminar (comenzar a caminar)
Ripurisaqña = Ya me voy a ir (comenzare a retirarme)
2) Indica que la acción se realiza en mínima expresión
Asirikun = se río (un poquito)

##### -chi
El sufijo -chi posee los siguientes usos:
1) Causativo, esto es, que un sujeto obliga o hace realizar la acción a alguien más: 
Wawaykunaman hawapi pukllachini = Hago jugar a mis hijos afuera.
Llaqtanman chayaqtiy, inlishta rimachiwan = Cuando llego a su pueblo, me hace hablar inglés.
2) Indica que la acción es permitida:
Wasiyman haykuchillanki = Déjale entrar nomas a mi casa.  
Manayá qhawachiwanchu = No me deja ver.

##### -yku
Este sufijo también suele pronunciarse como /yu/ en Cusco, incluso, antes de -wa y -ku, el sufijo -yku se puede escuchar como /y/. El sufijo -yku posee los siguientes usos:
1) Muestra respeto o consideración por los demás:
Ratuchalla kayta hap'iykapuway = Sostenme esto un ratito 
Hanpuykuy = Venga (dicho con cortesía)
2) Indica que uno se concentra en realizar una acción:
Khaynata qhawa-qhawaykuspa chambonta puskaq kani =  Así, mirando mirando (abocandonos a mirar) hilaba con empeño.
Kaypitaqmi puskaykushallaq kayku = Y aquí, solíamos ponernos a hilar (abocandonos a hilar)
3) Con ciertos verbos indica una acción hacia adentro:
Chaymantataq, wasiyman pusaykuni = y luego, lo lleve a mi casa (a dentro de la casa)
Hurqurquq kayku huk t'uquman wisch'uykunaykupaq = Solíamos sacarlo para tirarlo (a dentro de) a un hueco.
Anchata chiriykuwashan = me está haciendo bastante frío (el frío me penetra).

## Préstamos del Castellano
Ciertas palabras quechua de origen castellano han entrado muy tempranamente al quechua cuzqueño y en los casos que mencionamos abajo su significado ha cambiado o ha pasado solo una acepción:
Bida (Vida) = El día a día de una persona.
-Huk bida = La otra vida, el más allá.
-Bida pasakuy = Sustento para vivir.
Kuntraryu (Contrario) = Enemigo.
Palawra (Palabra) = Compromiso de matrimonio.
Pirsunayki (Persona + suf. -yki) = Usted (Lit. Tu persona).
Riparay (Reparar) = Darse cuenta.
Usu (Uso) = Costumbre.
En los casos siguientes, las palabras han desaparecido del castellano peruano pero se han conservado en el quechua:
Almusu (Almueço) = desayuno
Pitay (Pitar) = Fumar
Tayta (Taita) = Padre